# Nordamerikas ekonomi

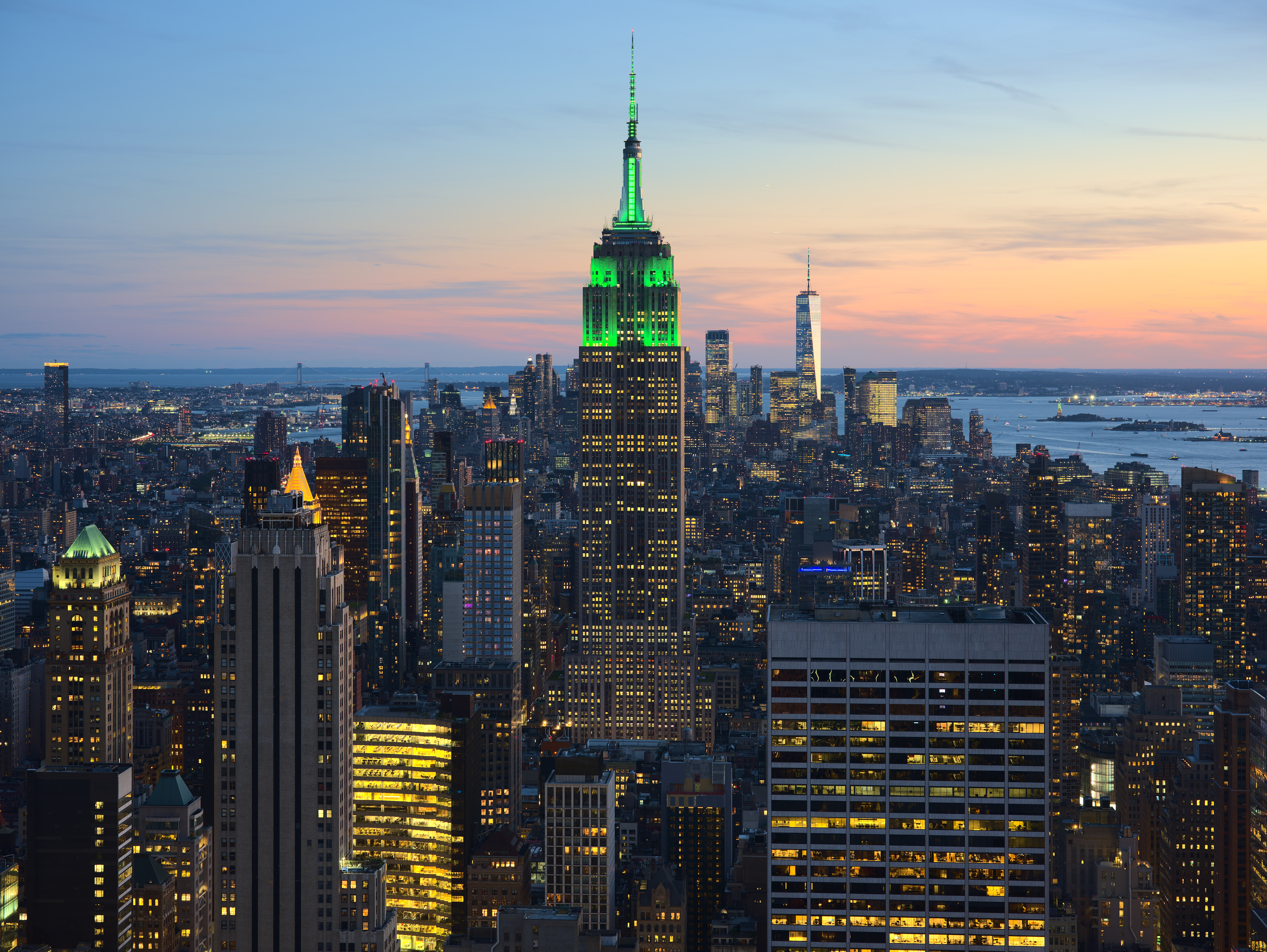
New York City är världens ledande finanscentrum med ett starkt inflytande över världsekonomin.

Nordamerikas ekonomi omfattar 592 miljoner människor i 24 länder och 15 territorier. Den överlägset största ekonomin i Nordamerika är USA, som också är världens största ekonomi med en bruttonationalprodukt på 23,32 biljoner amerikanska dollar. Kanada är världsdelens näst största ekonomi och Mexiko den tredje största. Flera av världens viktigaste finanscentra är nordamerikanska städer, såsom New York, Chicago och Los Angeles. Det finns dock en stor skillnad mellan länderna när det gäller hur välutvecklade deras ekonomier är. USA och Kanada är två av världens rikaste och mest välutvecklade länder, medan Mexiko och länder i Centralamerika samt Karibien är mindre utvecklade. 
Tillgången på olika resurser är omfattande. Betydande mineraltillgångar finns i flera bergskedjor, och stora mängder fossila bränslen återfinns i Kanada, USA och Mexiko. Många områden har dessutom gynnsam jord för storskaligt jordbruk, och stora delar av världsdelen täcks av rika skogar.

## Regionala skillnader
Nordamerika har en varierad geografi och ett skiftande klimat, vilket medför regionala skillnader. Förutom att det odlas olika grödor i olika regioner finns det även en skillnad i sysselsättningen. I USA och Kanada står tjänster, handel och finanser för majoriteten av sysselsättningen. Däremot är en stor del av befolkningen i övriga Nordamerika fortfarande sysselsatt inom jordbruket.

## Handelsblock
År 1992 undertecknades frihandelsavtalet North American Free Trade Agreement (NAFTA) av Kanada, USA och Mexiko. NAFTA trädde i kraft 1 januari 1994 och avtalets främsta syfte var att avskaffa de flesta tullarna som fanns mellan de tre medlemmarna. Även flera andra handelspolitiska områden reglerades, som immaterialrätt. Men NAFTA möttes av kritik från flera håll under åren avtalet var aktivt. År 2017 hotade USA:s dåvarande president Donald Trump med att dra sitt land ur avtalet ifall det inte omförhandlades till USA:s fördel. Medlemsländerna hade under det följande året kommit med ett nytt avtal som skulle bevara mycket av NAFTA men som förde med sig flera förändringar. Det förnyade handelsavtalet fick namnet United States–Mexico–Canada Agreement (USMCA) och trädde i kraft 1 juli 2020.

## Sektorer

### Jordbruk
Jordbruket i Nordamerika skiljer sig mellan olika områden då klimatet varierar från arktiskt klimat till tropiskt klimat. I de tropiska zonerna förekommer plantager av apelsiner, sockerrör, kaffe, kakao och bananer. Grödorna är viktiga exportvaror för de Centralamerikanska länderna. Frukt, grönsaker, bomull och tobak står för majoriteten av jordbruket i Nordamerikas subtropiska områden som sträcker sig över norra Mexiko och södra USA. Två av de mest betydelsefulla områdena i den här zonen är Rio Grande Valley och Kaliforniens Central Valley. Vissa frukter som äpplen och persikor trivs även väl i Nordamerikas temperade områden som omfattar norra delen av USA:s fastland och södra Kanada. De tempererade jordbruksområdena kan delas in i tre bälten: mejeribältet, majsbältet och vetebältet. I mejeribältet som sträcker sig från de Stora sjöarna till New England utnyttjas de kortare växtsäsongerna till att odla djurfoder. Från Ohiofloden till den lägre Missourifloden sträcker sig majsbältet som har fått sitt namn från den övervägande stora majsodlingen. Trots det har sojabönor börjat konkurrera med majsen de senaste åren. Väster om majsbältet finns vetebältet som sträcker sig mellan Oklahoma och de kanadensiska prärierna.
Hur jordbruket bedrivs beror också på vilket land det ligger i. I USA och Kanada bedrivs jordbruket av kapitalintensiva företag med en stor mekanisering och användning av konstgödsel och bekämpningsmedel. Däremot består jordbruket i övriga Nordamerika av små odlingsenheter för lokal konsumtion.

### Naturresurser
En oproportionerligt stor del av alla världens naturtillgångar förekommer i Nordamerika, trots att endast 10 procent av världens befolkning bor på kontinenten. Det finns stora tillgångar av nästan alla metaller i Nordamerika. Särskilt i urbergsområdena finns det stora fyndigheter av metaller som järn, nickel, guld, silver och bly. USA, Kanada och Mexiko är även storproducenter av olja och naturgas. Dessutom beräknas cirka 20 procent av alla stenkolsreserver i världens finnas i Nordamerika. Produktionen har däremot också varit en börda för miljön då den medför utsläpp av växthusgaser och föroreningar. Andra energitillgångar är uran, vattenkraft, geotermisk energi och torv. Sötvatten förekommer i otillräckliga mängder i de torrare områdena och behöver ofta pumpas från antingen ett annat område eller från fossilt grundvatten.

### Industri
Industrin i Nordamerika domineras av USA som är en ledande nation inom en lång rad områden som fordon, flyg, telekommunikationer, läkemedel och elektronik. I delstaterna Indiana, Oregon, Louisiana, North Carolina och Wisconsin har tillverkningsindustrin en viktig roll i ekonomin. Stålindustrin har fortfarande en stark och bred bas medan högteknologiska företag har växt i betydelse. Många företag som ligger i spjutspetsen inom avancerad elektronik, dator-, nano- och bioteknik är koncentrerade runt IT-centra som Silicon Valley i Kalifornien och Route 128 utanför Boston. I Kanada är industrin uppbyggd runt landets rika naturtillgångar och lättillgängliga energikällor. Bil- och stålindustrin förekommer främst i storstäderna runt Lake Ontario medan Quebec har en stark flygindustri. Mexikos industrisektor är i stort sett beroende av bilindustrin även om landet har en mångsidig industri. Landet är bland de tio största biltillverkarna i världen och industrin har förekommit där i flera decennier. I Centralamerika är Costa Rica den ledande industrinationen även trots att det dröjde till 1990-talet innan industrisektorn fick ett genombrott i landet.

### Handel
Handeln mellan USA, Kanada och Mexico påverkas i stor utsträckning av USMCA-avtalet. Den fria marknaden har traditionellt präglat USA:s ekonomi med innebörden att myndigheter inte ska lägga i sig för mycket i ekonomin. Utrikeshandeln är viktig för USA och på senare år har länder i Asien växt i betydelse som handelspartner. Dessutom har USA varit en bidragande aktör bakom bildandet av Världshandelsorganisationen (WTO). I Kanada är den inhemska marknaden liten och därför är utrikeshandeln viktigt för ekonomin. Exportintäkter från brytning av mineraler och fossila bränslen utgör fortfarande en stor del av den totala inkomsterna från utrikeshandeln. Mexiko är det land som har flest frihandelsavtal och landets ekonomi präglas av en öppen marknadsekonomi. Den övervägande största handelspartnern för Mexiko är USA då 86 % av exporterna och två tredjedelar av importerna består av handeln med det norra grannlandet. Därför är den mexikanska ekonomin mycket känslig för fluktuationer på den amerikanska marknaden.

### Transporter
För industrin är det en fördel att det är lätt att transportera varor i stora delar av kontinenten. Vattenvägarna som har historiskt varit en viktig del av regionens utveckling spelar fortfarande en betydande roll. Mississippifloden och de stora sjöarna gjort det möjligt att transportera varor med båttrafik mellan det amerikanska inlandet och kustområden. Kontinentens Järnvägsnätverk erbjuder en snabbare och mer direkt tillgång till olika platser än båttrafiken. Nätverket sträcker sig främst från städerna på atlantkusten genom Appalacherna till de Stora sjöarna och Mississippifloden där de kompletterar båttrafiken. Järnvägarna går ända genom de stora slätterna och Kordiljärerna till städerna på Stillahavskusten. Viktiga städer inom järnvägsnätverket är New York, Chicago, Los Angeles och Toronto. I Mexiko är Mexico City en knutpunkt för järnvägen till andra delar av landet. Dessutom används motorvägar som ett medel för att knyta förbindelser mellan städer och länder. Enbart i USA finns 483 000 km transkontinentala motorvägar. I Kanada förbinds både Atlant- och Stillahavskusten av Trans-Canada Highway, den längsta nationella motorvägen i världen och från Mexiko går den Panamerikanska landsvägen till länderna i Centralamerika. För längre sträckor med transporter av passagerare används främst flygtrafiken som ett transportmedel. Flygtransporter har huvudsakligen koncentrerats runt större städer och förbinder även Nordamerika med andra kontinenter, främst Europa och Asien. USA står för två femtedelar av all världens passagerartrafik och flera av världens största flygplatser återfinns på kontinenten.